# Molí de Boixeda
El Molí de Boixeda és una obra de Fonollosa (Bages) inclosa a l'Inventari del Patrimoni Arquitectònic de Catalunya.

## Descripció
Edifici de grans dimensions, actualment en desús, en els darrers temps el molí funcionava amb turbina. La bassa encara es pot veure plena d'aigua però el nivell de degradació és alt. El vint per cent de la seva superfície està cobert per vegetació.
Al costat de les edificacions es troba el restaurant Molí de Boixeda.